# Gli ultimi giorni di Pompei (film 1935)
Gli ultimi giorni di Pompei (The Last Days of Pompeii) è un film del 1935, diretto da Merian C. Cooper ed Ernest B. Schoedsack.
Il film è tratto liberamente dal romanzo storico Gli ultimi giorni di Pompei di Edward Bulwer-Lytton del 1834. Ma, a differenza di questo, tesse una trama completamente rimaneggiata, dai contorni più spiccatamente cristianeggianti, ed anche i personaggi sono completamente diversi. Girato in California con pellicola in bianco e nero, è stato restaurato e riproposto in home-video in una discutibile versione a colori.

## Trama
A Pompei, un carro investe e ferisce gravemente la moglie e il figlio di Marco, il fabbro. La famiglia è povera e Marco, senza soldi, non riesce a trovare un medico, così i due muoiono. Marco, allora, decide di diventare gladiatore, lasciandosi alle spalle la misera vita di fabbro. Sebbene non ami uccidere, diventa una stella dell'arena, ricco e rispettato. La sua vita cambia quando prende sotto la sua protezione Flavio, un bambino rimasto orfano perché il padre è rimasto ucciso in un combattimento nel circo. Lasciata l'arena, Marco deve guadagnarsi da vivere con un lavoro odioso ma oltremodo redditizio, quello di mercante di schiavi e di cavalli. Dovendo recarsi in Giudea per il suo commercio, porta con sé Flavio perché un indovino gli ha predetto che lì il giovane incontrerà un grande uomo che sarà decisivo per il suo destino. Credendo che il grande uomo sia Ponzio Pilato, Marco lo porta da questi. Pilato offre al giovane romano un lavoro ma, nel deserto, Flavio resta gravemente ferito. Ormai in punto di morte, il ragazzo viene miracolosamente salvato da uno sconosciuto, chiamato il "Signore". Marco, per gratitudine, dedica la sua vita allo straniero. Ma, quando un discepolo del Signore gli chiede di aiutarlo a salvare il maestro dalla crocifissione, Marco preferisce salvare il suo oro.
Molti anni sono passati. Flavio è ossessionato dal ricordo di un uomo misterioso che l'aveva guarito e rifiuta di lavorare con suo padre. Si dedica, invece, agli schiavi fuggiaschi e li aiuta a non affrontare il destino che li vede condannati a morire nell'arena. Ma viene scoperto e arrestato. Condannato a morire insieme ai suoi compagni nel circo, Flavio si salva perché durante i giochi il Vesuvio comincia a eruttare. Marco, messo davanti alla decisione di scegliere tra il suo oro e la salvezza dei condannati, questa volta abbandona i beni terreni e aiuta Flavio e i suoi schiavi a fuggire, sacrificando sé stesso. La sua anima ascende al cielo dove viene accolta a braccia aperte da Gesù, il profeta condannato e crocifisso.

## Produzione
Il film fu prodotto dalla RKO Radio Pictures. Venne girato in California, nei RKO-Pathé Studios, al 9336 di Washington Blvd. a Culver City e nella contea di Los Angeles, nelle Bronson Caves e nel Bronson Canyon a Griffith Park - 4730 Crystal Springs Drive.

## Distribuzione
Distribuito dalla RKO Radio Pictures, il film uscì nelle sale cinematografiche USA il 18 ottobre 1935.